# Зелений потік
Зеле́ний поті́к (Green Stream) — газопровід, що з'єднує Лівію та Італію. Назва походить від символічного для ісламу зеленого кольору, який шанував харизматичний лівійський лідер Муаммаром Каддафі, котрий правив країною на момент спорудження системи (можливо відзначити, що свою ідеологічну працю він назвав «Зелена книга»).
Ще починаючи з 1970 року Лівія здійснювала експорт природного газу за допомогою заводу з його зрідження Брега ЗПГ, який використовував ресурс з родовищ центральної частини країни. В середині 2000-х років на заході країни почалась розробка двох найбільших на той момент газових родовищ Лівії – середземноморського  Бахр-Ессалам та розташованого біля алжирського кордону Аль-Вафа, продукцію яких подали на газопереробний комплекс у Мелліті. Більшість випущеного останнім товарного газу призначалась для експорту до Італії через "Зелений потік".
Введений в дію в 2003 році газопровід довжиною 516 км перетинає Середземне море від Мелліти до Сицилії, занурюючись на максимальну глибину 1150 метрів. Діаметр труб складає 800 мм, робочий тиск 21,2 МПа. Біля сицілійського узбережжя він виходить до приймального офшорного терміналу, звідки до італійської транспортної системи веде прокладений мілководдям трубопровід довжиною 7 км.
Спорудження трубопроводу виконало трубоукладальне судно "Castoro Sei". На мілководді біля лівійського узбережжя працювала трубоукладальна баржа "Crawler", тоді як біля Сицилії діяла баржа "Castoro 6". Для облаштування шести перетинів з кабельними трасами на глибинах до 887 метрів залучили каменеукладальне судно "Tertnes".
На прибережній ділянці біля Мелліти газопровід уклали у траншею завдовжки 1,9 кілометра, яку спорудили ківшевий земснаряд “Ambiorix” та фрезерний земснаряд “Taurus” (у цю ж траншею уклали обидва трубопроводи системи Бахр-Ессалам – Мелліта, які подають ресурс на переробний комплекс). На прибережній ділянці біля Гели спорудили траншею завдовжки 0,75 кілометра, для чого залучили землесосний снаряд “Vlaanderen I” та плавучий кран “Fioravante”.
Потужність трубопроводу складає до 11 млрд.м3 на рік. Втім, військові дії в Лівії, що почались після повалення режиму Каддафі у 2011 році, не сприяють використанню системи на повну потужність. Так, в 2014 році із доставлених до Європи з Північної Африки трубопроводним способом 28,5 млрд.м3 на поставки з Алжиру (Транссередземноморський газопровід, Магриб — Європа, MEDGAZ) прийшлось 27 млрд.м3.